# 尾張戸神社

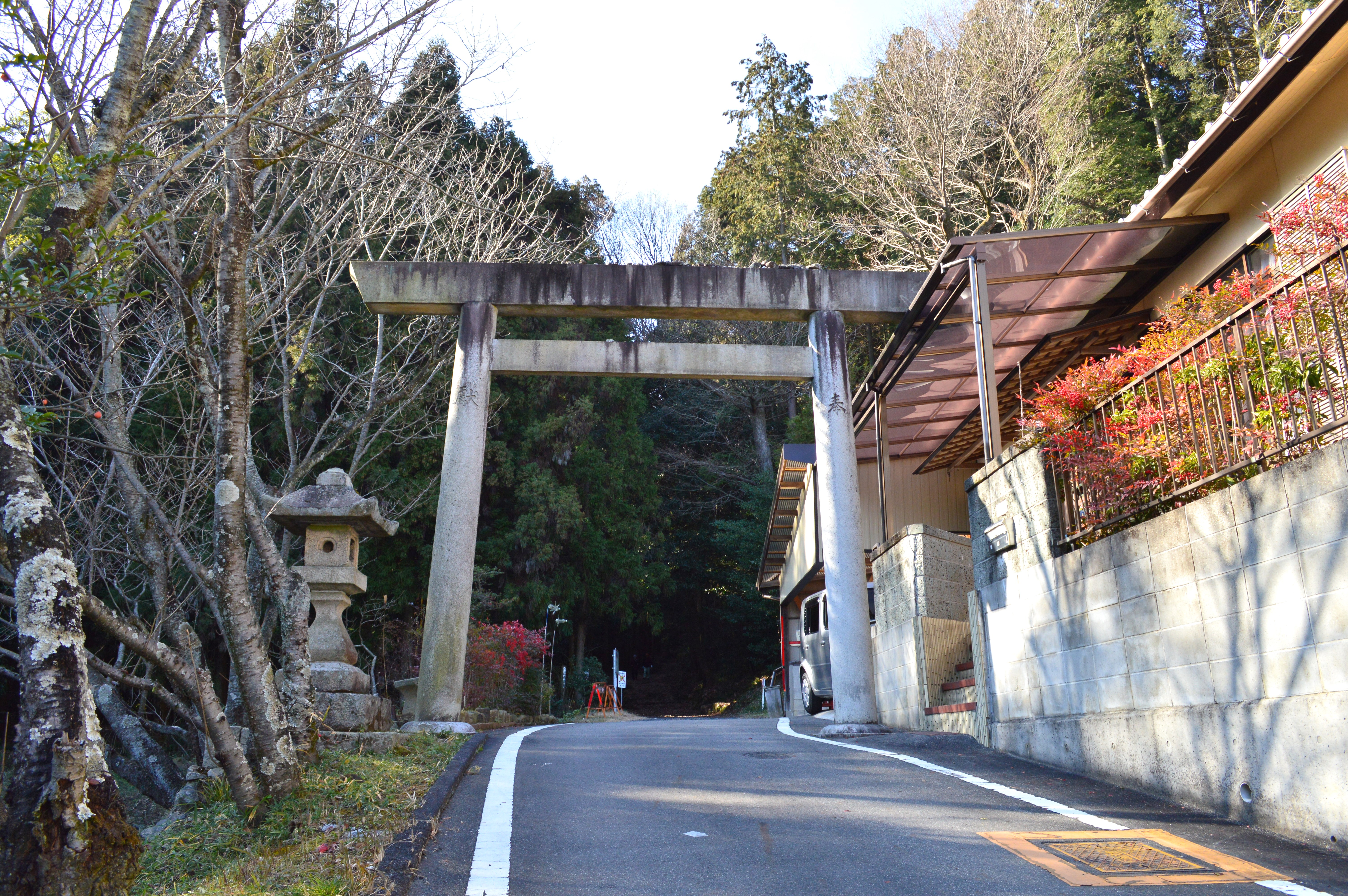
鳥居

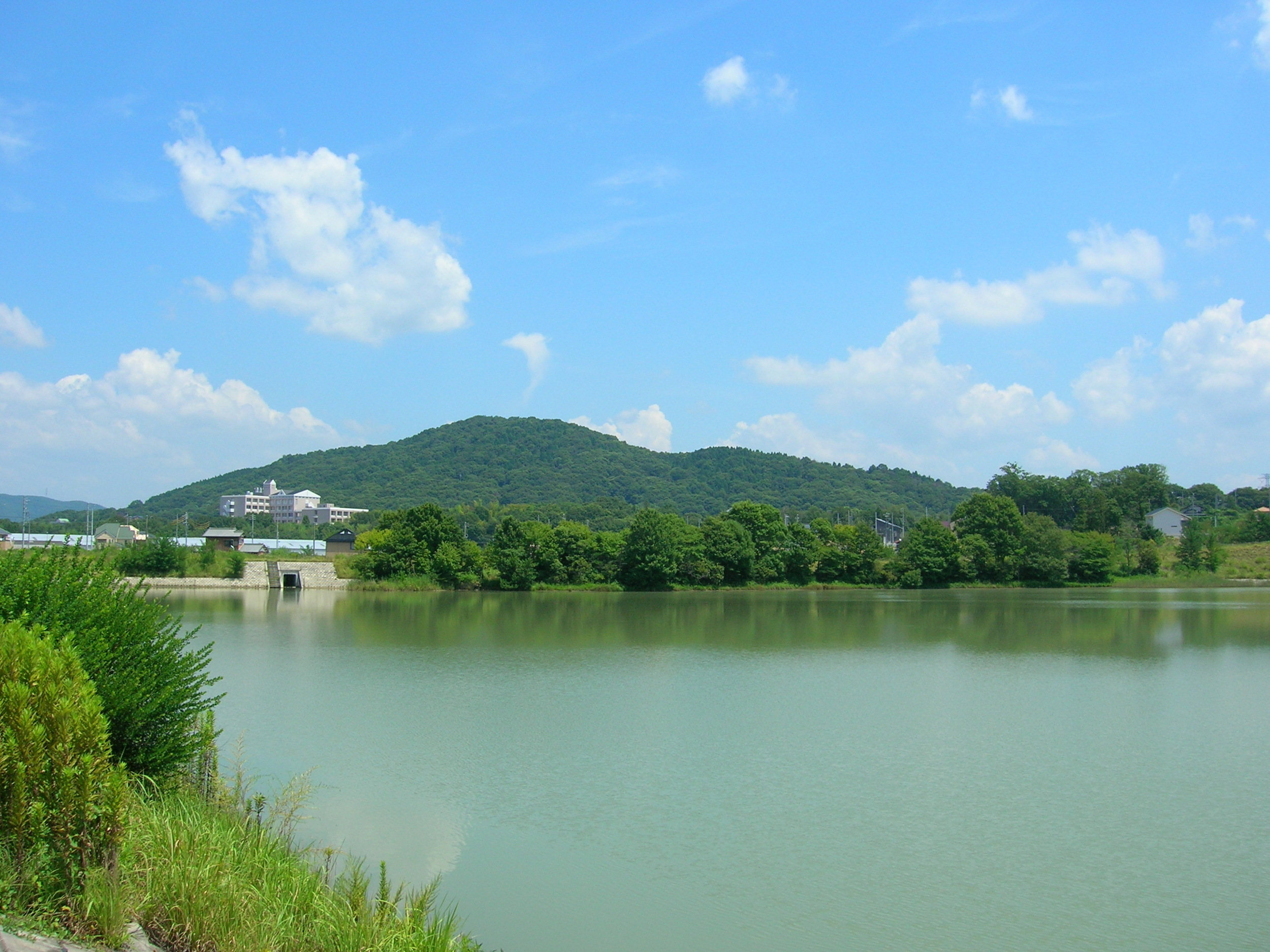
尾張戸神社の鎮座する東谷山

尾張戸神社（おわりべじんじゃ）は、愛知県名古屋市守山区および瀬戸市にある神社。式内社で、旧社格は郷社。
東谷山（とうごくさん）の山頂に鎮座する。別称として「熱田の奥の院」や「東谷明神」・「当国明神」とも。

## 祭神
祭神は次の3柱。いずれも尾張氏の遠祖とされる神々である。
- 天火明命（あめのほのあかりのみこと）
尾張氏祖神。
- 天香語山命（あめのかぐやまのみこと）
別名を「高倉下命（たかくらじのみこと）」。天火明命の長子。
- 建稲種命（たけいなだねのみこと）
天火明命十二世孫。

祭神のうち天香語山命（高倉下命）は、庄内川対岸の高蔵山に降り立ち、のちにこの東谷山に移ったという。この際に白鹿に乗って川を渡ったといい、その地に架かる「鹿乗橋」に伝承の名残を残している。

## 歴史

### 創建
社伝（「東谷大明神草創本紀」）によると、第13代成務天皇5年に宮簀媛命の勧請によって創建されたという。宮簀媛命は日本武尊の妃で、建稲種命の妹にあたる。
また、江戸時代末期から明治時代初期にかけて刊行された地誌『尾張名所図会』では、尾張戸神社が鎮座する「東谷山」の由来について、「尾張戸の神を鎮まります山」なので古くは「尾張山」と呼ばれていたが、尾張の国名を表す「当国（當国、とうごく）」から「当国山（當国山、とうごくやま）」と称されるようになり、のちこれが転じて「東谷山」と書き表す様になったと伝える。
東谷山西麓には多数の古墳があり、尾張戸神社本殿も円墳「尾張戸神社古墳」の墳丘上に鎮座する。「尾張戸」の社名を「おわりと」と呼ばずにの「おわりべ」とするのは「尾張部」を意味するともいわれ、この場合尾張氏に従属した部民を意味する。これらの古墳は尾張氏の墓であると伝えられる。

### 概史
延長5年（927年）成立の『延喜式』神名帳には尾張国山田郡に「尾張戸神社」と式内社の記載がある。また平安時代末期の『尾張国内神名帳』では「尾張戸天神」と記載があり、現在ではこれらは当社に比定されている。かつては熱田神宮に次ぐ大社であったとする伝えもある。
中世には、大永元年（1521年）7月17日に起きた火災によって神宮寺と共に焼失、これに伴い神宮寺は廃寺となった。同年12月には守護の斯波氏により社殿が再興されたが、戦国時代には荒廃した。
江戸時代に入り、初代尾張藩主の徳川義直の時、当地から「当国明神」銘の鉄筒が出土した。当時の当社は「東谷大明神」と称していたが、この時に「東谷」は「当国」すなわち「尾張国」からの変化であると見なされ、当社は『延喜式』神名帳所載の「尾張戸神社」にあてられるとともに、祭神は尾張氏祖神となされたという。その後の『尾張名所図会』では、前述のように由緒の説明がなされている。
名古屋城の鬼門の位置に鎮座することから尾張徳川家の信仰は篤く、2代藩主の徳川光友により寛文5年（1665年）には中社・南社・薬師堂の造営、寛文11年（1671年）には社殿の修造が行われ、それ以後も藩費による営繕が行われた。
明治維新後、明治5年（1872年）5月に近代社格制度において郷社に列した。

### 神階
- 従二位、従三位、または正四位下 （『尾張国内神名帳』） - 表記は「尾張戸天神」。位階は写本により異同がある。
  - 従二位：『神社覈録 上編』（皇典研究所、1902年、国立国会図書館デジタルコレクション）415コマ。
  - 従三位：『明治神社誌料』尾張戸神社項。
  - 従三位上：神社由緒書、『愛知県の地名』尾張戸神社項。ただし「従三位上」という位階はない。
  - 正四位下：『国内神名帳』 (PDF) （文政13年（1830年）転写合本、愛知県図書館「貴重和本デジタルライブラリー」より）12コマ。

## 境内
本殿はかつて八幡造であったが、明治時代に神明造に建て替えられた。
また、尾張戸神社の北西側をやや下った場所に小堂がある。これは1935年（昭和10年）の参道整備の際に見つかった中世の甕棺墓を現地に埋め戻して祀ったもので、「甕室明神」と呼ばれている。

## 摂末社
- 中社（なかやしろ/なかのやしろ、北緯35度15分18.11秒 東経137度3分8.99秒）
祭神：菊理媛命[5]。円墳「中社古墳」（後述）の墳丘上に鎮座する。寛文5年（1665年）に二代藩主・徳川光友が薬師堂とともに創建[5]。
- 南社（みなみやしろ / みなみのやしろ、北緯35度15分12.80秒 東経137度3分8.66秒）
祭神：伊弉諾命[5]。円墳「南社古墳」（後述）の墳丘上に鎮座する。中社同様、寛文5年（1665年）の創建[5]。

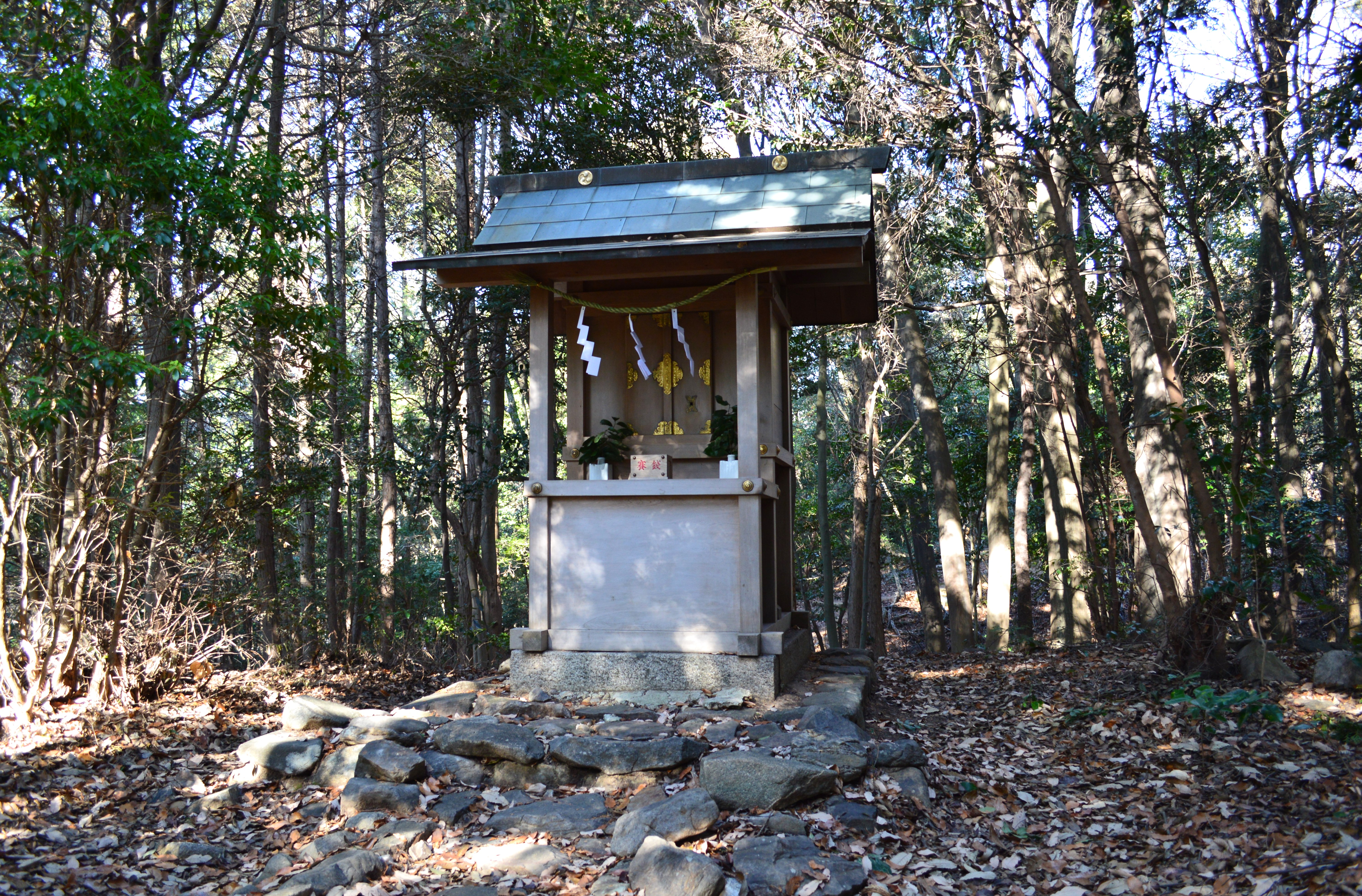
中社
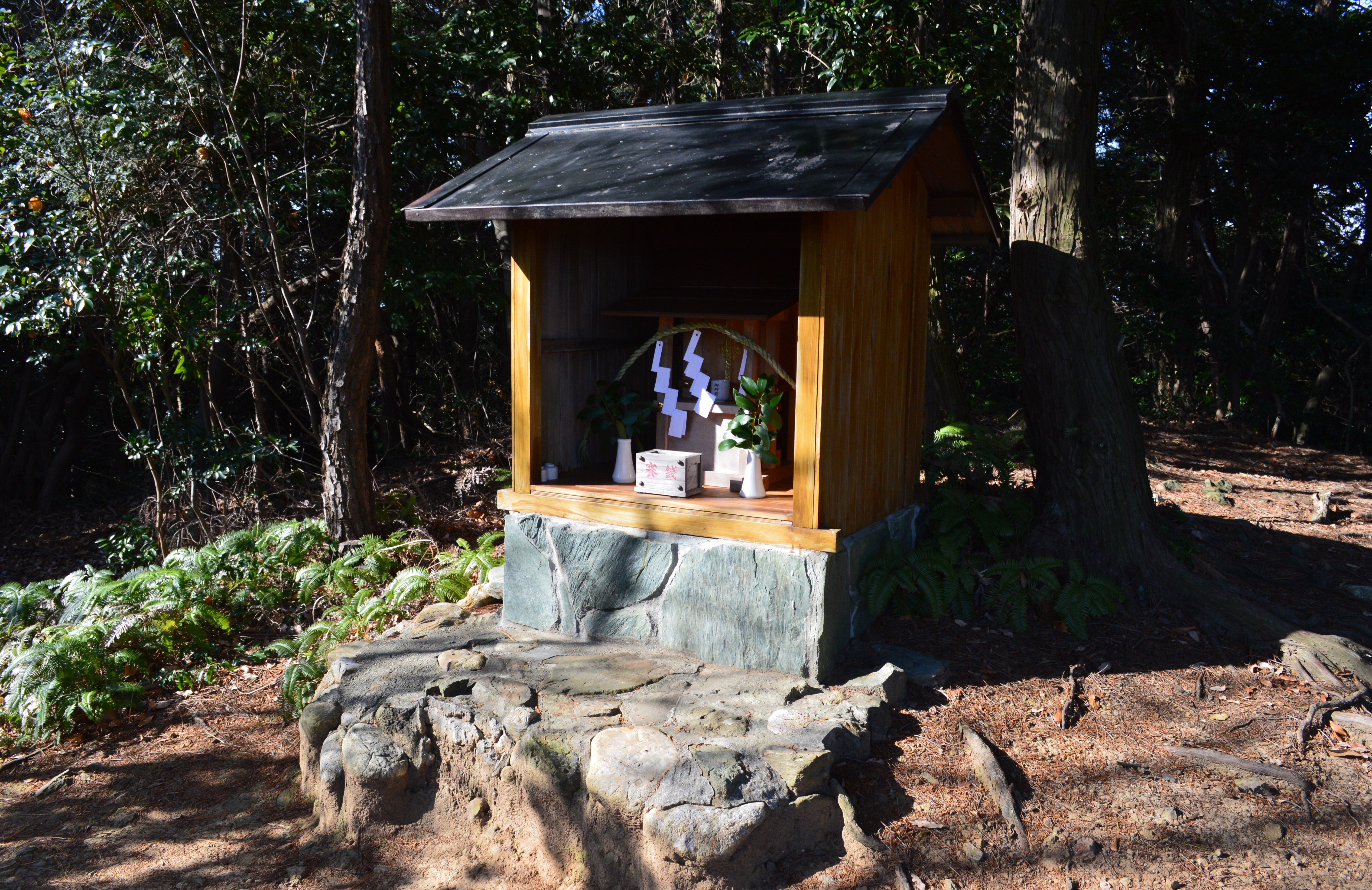
南社

## 古墳

### 尾張戸神社古墳
尾張戸神社古墳（おわりべじんじゃこふん）は、尾張戸神社の本殿下にある円墳。志段味古墳群を構成する古墳の1つで、国の史跡に指定されている（史跡「志段味古墳群」のうち）。
埴輪を伴わない点・葺石の類似点から、山麓にある白鳥塚古墳（志段味古墳群の代表古墳）と同時期の4世紀前半の築造とされる。

#### 規模・構造
この尾張戸神社古墳の形式について、かつては前方後方墳・前方後円墳との説があった。1923年（大正12年）あるいはその前年に京都帝国大学の梅原末治によって概略図が作成されており、当時は円墳と想定されていた。
2008年（平成20年）6月に名古屋市教育委員会文化財保護室によって初めての試掘調査が行われ、2009年の本調査で円墳とされた。この調査によって墳丘は直径約27.5メートルで2段築成と推測されているが、2段目は神社の社殿造営のためにほとんどが削平されている。
1段目は墳裾から高さ約2メートル、傾斜は30-35度で、葺石は角礫主体。基底石の大きさは約30センチメートルで、上部は10-20センチメートルの礫が使用されており、石英の小礫が混ざっていた。葺石を配置したのちに蒔かれた可能性もあるとされる。1段目のテラス部は幅1.2-1.4メートルで、石英の小礫が葺かれていた。
2段目は30センチメートルほどの基底石とその上側の一部のみ、残存が確認されている。葺石は1段目と同様に10から20センチメートルの小礫が使用されていた。1935年（昭和10年）に本殿裏側が掘り返されて盗掘されかけるも巨石に阻まれた事で被害を免れた記録があるが、この巨石は竪穴式石室の天井石と考えられている。周溝は確認されていない。
2014年（平成26年）10月6日、古墳域は白鳥塚古墳（1952年に既指定）・中社古墳・南社古墳などとともに「志段味古墳群」として国の史跡に指定された。

#### 出土品
古墳からの主な出土品は次の通り。
- 山茶碗片
- 四耳壺片（古瀬戸）
- 土師器皿片
- 瓦
- 敷瓦
- 皇宋通宝
- 寛永通宝
- 桐1銭青銅貨（大正8年・大正9年のもの）

梅原が調査した際の聞き取りで「埴輪が見つかったことがある」との記録があるが、実物は確認されていない。また、近年の調査においても築造時期を明確に示す遺物の出土はない。山茶碗や四耳壺片、土師器皿などは中世遺物で、瓦類は近世のものであった。なお、1935年（昭和10年）の参道整備の際に見つかった甕棺墓は15-16世紀の常滑焼の大甕で、中から針状鉄製品や人骨片、歯牙、木炭片などが見つかっている。また、かつて墳丘の北東側で渥美窯で焼かれたと考えられる経筒容器の破片が見つかった記録があるという。

### 中社古墳

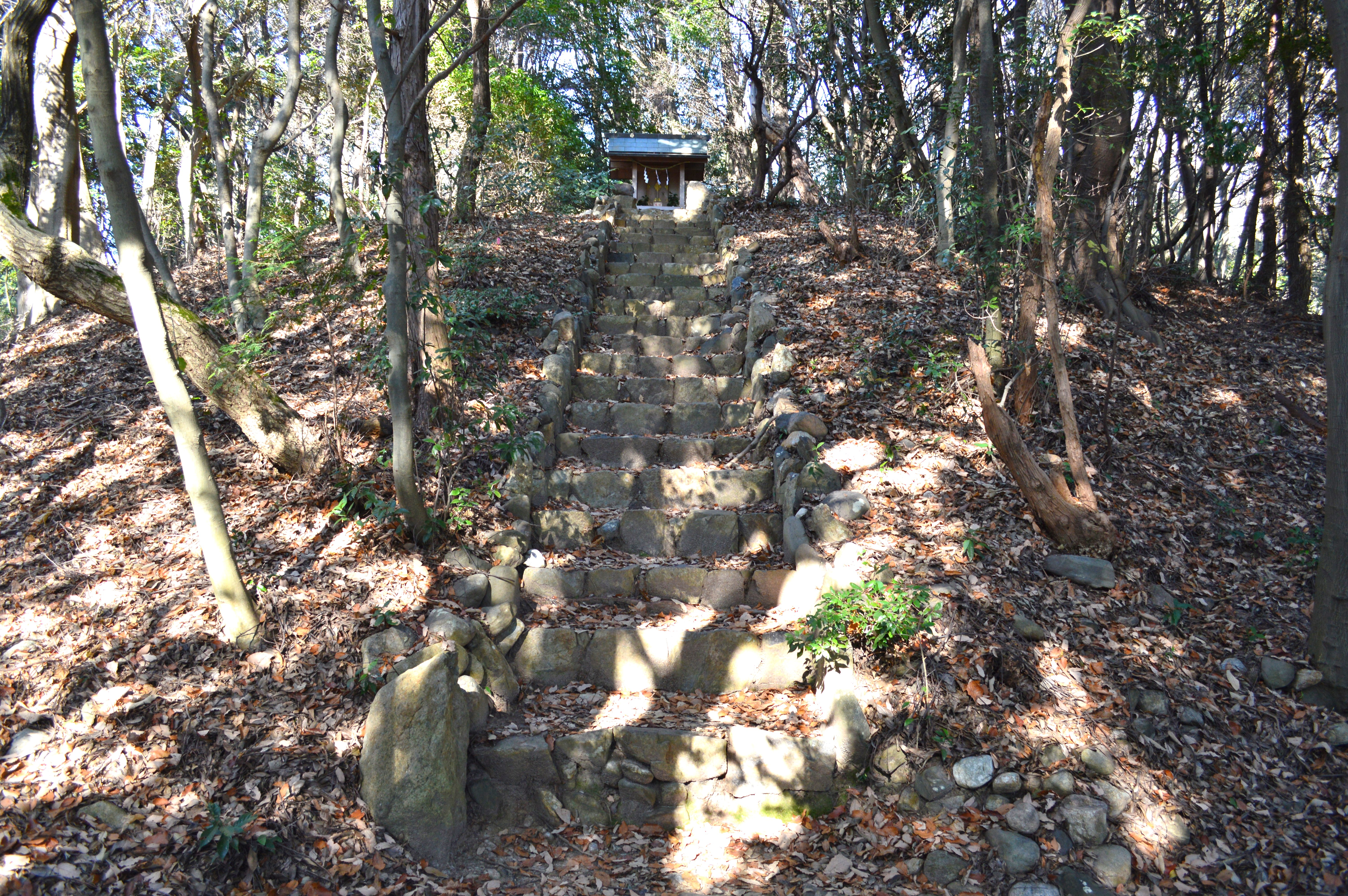
中社古墳

中社古墳（なかやしろこふん）は、尾張戸神社の境内社・中社の社殿下にある前方後円墳。志段味古墳群を構成する古墳の1つで、国の史跡に指定されている（史跡「志段味古墳群」のうち）。
東谷山山頂から南約120メートルの地にある、墳丘長約63.5メートルの前方後円墳である。斜面には川原石の葺石があり、円筒埴輪が巡らされている。これらの墳形・埴輪から、尾張戸神社古墳に続く4世紀中頃の築造とされる。

### 南社古墳

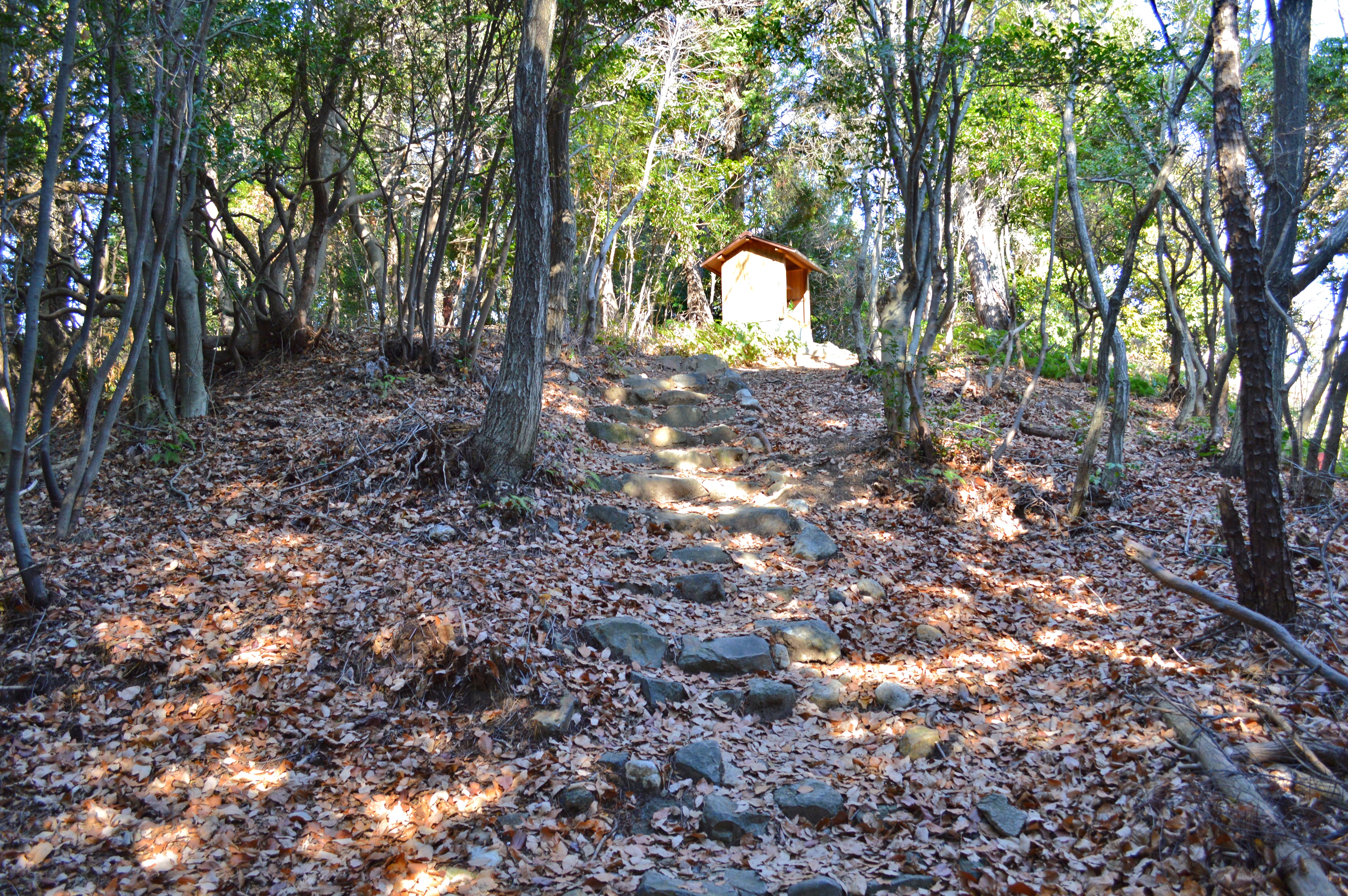
南社古墳

南社古墳（みなみやしろこふん）は、尾張戸神社の境内社・南社の社殿下にある円墳。志段味古墳群を構成する古墳の1つで、国の史跡に指定されている（史跡「志段味古墳群」のうち）。
東谷山山頂から南の鞍部を越えた位置にある、直径約30メートルの円墳である。かつては前方後円墳とする説もあった。墳丘の上段には円礫、下段には角礫が葺かれる珍しい形式を有する。出土した円筒埴輪が中社古墳と同形式であることから、本古墳も同じく4世紀中頃の築造とされる。

## 現地情報

### 所在地
- 愛知県瀬戸市十軒町845
- 愛知県名古屋市守山区大字上志段味字東谷209

### 交通アクセス
- 東海旅客鉄道（JR東海）中央本線 高蔵寺駅から、登山口まで徒歩で約15分、山頂まで徒歩で約20分。
- 愛知環状鉄道・愛知環状鉄道線 中水野駅から、登山口まで徒歩で約20分、山頂まで徒歩で約15分。
- 名古屋ガイドウェイバスガイドウェイバス志段味線（ゆとりーとライン：高蔵寺行き）で「東谷橋」バス停下車、登山口まで徒歩で約10分、山頂まで徒歩で約20分。
- 東谷山散策路（東谷山フルーツパーク正門横から）で、山頂まで徒歩で約20分。

### 周辺
- 志段味古墳群 - 上志段味に展開する古墳群。尾張戸神社との関係が指摘される[20]。
  - 白鳥塚古墳 - 志段味古墳群の代表古墳。愛知県内第3位の大きさの前方後円墳。